# Luigi Raimondi
Luigi Raimondi (Lussito, Acqui, 25 de octubre de 1912 - Ciudad del Vaticano, 24 de junio de 1975) fue un cardenal y arzobispo italiano de la Iglesia católica y diplomático de la Santa Sede.

## Biografía
Raimondi nació en Lussito, Acqui, cuyos padres fueron Giovanni Raimondi y Maria Giacchero. Asistió al seminario en Acqui antes de ser ordenado presbítero por el obispo Lorenzo Del Ponte el 6 de junio de 1936. Raimondi continuó sus estudios en Roma en la Pontificia Universidad Lateranense. Fue convocado a la élite de la Academia Pontificia Eclesiástica donde estudió diplomacia. De 1938 a 1942, Raimondi fue secretario de la nunciatura en Guatemala, período en el cual fue elevado al rango de Monseñor el 3 de marzo de 1939. Después ejerció como auditor eclesiástico de la delegación apostólica en Estados Unidos hasta 1949. En el interior de la India, Raimondi fue consejero y encargado de negocios de 1949 a 1953. Fue nombrado prelado doméstico de Su Santidad el 5 de marzo de 1951, y oficial de la Secretaría de Estado de la Santa Sede en 1953.
El 24 de diciembre de 1953, Raimondi fue nombrado arzobispo titular de Tarso y Nuncio en Haití, y delegado apostólico en las Indias Occidentales Británicas y en las Antillas francesas. Recibió su consagración episcopal el 31 de enero de 1954 de parte del cardenal Adeodato Giovanni Piazza, OCD, con el arzobispo Antonio Samoré y el obispo Giuseppe Dell'Olmo como co-consagrantes, en la basílica de los Santos Ambrosio y Carlos en el Corso. Raimondi fue más tarde nombrado delegado apostólico en México el 15 de diciembre de 1956, en su cargo consagró junto al Arzobispo de Puebla al Canónigo Tlaxcalteca Luis Munive Escobar como el primer obispo de la Diócesis de Tlaxcala; en su estancia en México recibió al entonces presidente de Estados Unidos John F. Kennedy en la Basílica de Guadalupe. Asistió al Concilio Vaticano II de 1962 a 1965, y posteriormente nombrado delegado apostólico en Estados Unidos el 30 de junio de 1967.
El Papa Pablo VI lo nombró cardenal diácono de los Santos Blas y Carlos en Catinari en el consistorio del 5 de marzo de 1973, y nombrado prefecto para la Congregación para las Causas de los Santos al día siguiente, 21 de marzo. El cardenal Raimondi fue descrito una vez como "un liberal que conoce sus limitaciones" y "un hombre simpático que quiere ser querido".
Raimondi murió de un ataque al corazón en la Ciudad del Vaticano a la edad de 62 años. Está enterrado junto a miembros de su familia en Acqui Terme.